# Dejan Kulusevski
Dejan Kulusevski, född 25 april 2000 i Spånga, Stockholm, är en svensk professionell fotbollsspelare som spelar för Tottenham Hotspur i Premier League. Han representerar även det svenska landslaget. 
Åren 2022 och 2023 tilldelades Kulusevski Guldbollen.

## Uppväxt
Kulusevski är uppvuxen i Vällingby. Hans far Stefan är född i Sverige, men har jugoslaviska föräldrar. Hans mor Katica flyttade till Sverige vid vuxen ålder från Nordmakedonien. Han har dubbelt medborgarskap.

## Klubblagskarriär
Som sexåring inledde Dejan Kulusevski karriären i IF Brommapojkarna. Han stannade sedan i klubben fram tills att han var 16 år gammal, då han skrev på ett ungdomskontrakt med Atalanta. Övergången hade kantats av kontroverser, med tanke på Kulusevski skrev på för Atalanta som 16-åring, och kritiserades starkt av IF Brommapojkarna. I och med flytten blev Kulusevski också Sveriges första utlandsproffs född på 2000-talet.
Efter att ha tagit sig fram i akademin hos Atalanta började Dejan Kulusevski bli aktuell för spel med seniorlaget under 2018. I februari togs han ut till klubbens Europa League-trupp och i april 2018 fanns han för första gången med på bänken i Serie A. Under hösten och vintern 2018 följde sedan fler bänkplatser i ligan – utan att debuten kom.
Serie A-debuten dröjde istället till andra sidan årsskiftet. I bortamötet med Frosinone den 20 januari 2019 byttes Dejan Kulusevski in med tjugo minuter kvar av matchen, och fick göra sin debut i Atalantas 5–0-seger.
Den 18 juli 2019 lånades Kulusevski ut till Parma på ett låneavtal över säsongen 2019/2020.
Den 2 januari 2020 blev det klart att Kulusevski gick till storklubben Juventus, och gick tillbaka till Parma på lån i 6 månader. Där gjorde han tio mål och nio assist på totalt 36 Serie A-matcher. 
I Serie A-debuten för Juventus gjorde Kulusevski mål, redan efter 13 minuter i matchen mot Sampdoria den 20 september 2020. Han gjorde succé, och i hans debut i Champions League låg han även bakom Alvaro Moratas första mål mot Dynamo Kiev, där Juventus vann med 2-0.
Kulusevski vann Italienska Supercupen med sitt Juventus den 30 januari 2021. Han startade i finalen där Napoli besegrades med 2–0, målskyttar var Cristiano Ronaldo och Álvaro Morata. Kulusevski vann även Coppa Italia med Juventus, den 19 maj 2021, och stod för både mål och assist i finalen, som Juventus vann med 2-1 över Atalanta.
När Massimiliano Allegri återkom som Juventus tränare,  blev det mindre med speltid för svensken, och den 31 januari 2022 kom Kulusevski och Juventus överens med ett 18-månaderslån till Premier League Londonklubben Tottenham Hotspur. Ett lån som om vissa sportsliga villkor uppfylldes, kunde bli till ett permanent köp. Hans första match i Spurs blev ett inhopp 5 februari i FA-cupen mot Brighton & Hove Albion. Den 19 februari gjorde Kulusevski Premier League-debut från start i Spurs och gjorde sitt första mål redan efter 4 minuter i en match mot ligaledarna Manchester City. En match som Spurs vann med 3-2.
Efter 18 Premier League-matchframträdanden hade Kulusevski åstadkommit 5 mål och 8 målassist, samt fått en populär supporterlåt textomskriven för sig, som sjungs på både läktare och pubar av stora supporterskaror i England: "Gimme gimme gimme a ginger from Sweden" (melodi: "Gimme gimme gimme" av Abba). Säsong 2022/23 gjorde han 2 mål och 7 assists. 
Inför säsong 2023/24 tecknade Kulusevski 1 juli 2023 ett femårskontrakt med Tottenham Hotspur (Spurs). I den sista omgången den 19 maj 2024 mot Sheffield United, gjorde Kulusevski två mål när Tottenham säkrade en plats i Europa League 2024/2025.
I slutet av februari 2025 blev han fotskadad och den 13 april var han tillbaka i matchen mot Wolverhampton Wanderers. Kulusevski fick utgå efter bara kvarten spelad i den 36:e omgången av Premier League mot Crystal Palace, på grund av en knäskada.

## Landslagskarriär
Dejan Kulusevskis mor kommer från Nordmakedonien, och Kulusevski har representerat såväl Sverige som Nordmakedonien (han har representerat Nordmakedonien under namnet Дејан Кулушевски – Dejan Kulusjevski) på ungdomsnivå. Sommaren 2017 gjorde Nordmakedonien ett försök att få spelaren att välja dem och erbjöd Kulusevski en plats i seniorlandslaget. Han valde dock att tacka nej, med motiveringen att han vill representera Sverige i framtiden.
I slutet av 2018, kort före Kulusevskis Serie A-debut, gjorde Nordmakedonien ett nytt försök att locka över den tonårige spelaren. Landslagsikonen Goran Pandev uppges då ha skickat en signerad tröja till Kulusevski med en inbjudan att representera Nordmakedonien.
Inför EM-kvalmatchen mot Rumänien 15 november 2019 togs Kulusevski för första gången ut i en svensk landslagstrupp. Första landslagsmålet gjordes mot Kroatien 14 november 2020. 
I EM 2020 missade han EM-premiären mot Spanien på grund av covid-19 och mot Slovakien fick 21-åringen se Sverige besegra Slovakien med 1-0 från bänken. Kulusevski ersatte Robin Quaison i andra halvlek i den tredje gruppspelsmatchen mot Polen, och assisterade till de två sista målen när Sverige vann med 3-2. Kulusevski startade sedan i åttondelsfinalen mot Ukraina, men blev utbytt i förlängningen.
I segermatcherna mot Azerbajdzjan och Estland under samlingen i september 2024 fick Dejan Kulusevski agera lagkapten. Detta eftersom den ordinarie lagkaptenen Victor Nilsson Lindelöf saknades på grund av skada. 2024 spelade Kulusevski 10 landskamper och 90 minuter i samtliga.

## Spelstil
Kulusevski kan spela på en rad olika positioner och kan användas både som mittfältare och som anfallare. Som 17-åring förklarade han dock att han trivs som bäst i en fri roll bakom anfallarna. Han har beskrivits som en dribblingsskicklig spelare med en vass vänsterfot.